# Буленкулен
Буленкулен (њем. Bullenkuhlen) општина је у њемачкој савезној држави Шлезвиг-Холштајн. Једно је од 49 општинских средишта округа Пинеберг. Према процјени из 2010. у општини је живјело 352 становника. Посједује регионалну шифру (AGS) 1056011.

## Географски и демографски подаци
Буленкулен се налази у савезној држави Шлезвиг-Холштајн у округу Пинеберг. Општина се налази на надморској висини од 9 метара. Површина општине износи 3,9 km². У самом мјесту је, према процјени из 2010. године, живјело 352 становника. Просјечна густина становништва износи 90 становника/km².

## Међународна сарадња
| Мјесто        | Држава               | Врста сарадње | Од    |
| ------------- | -------------------- | ------------- | ----- |
| Оукам/Ратланд | Уједињено Краљевство | партнерство   | 1987. |
| Колвин-Беј    | Уједињено Краљевство | контакт       | 1990. |
| Роаси ан Бри  | Француска            | партнерство   | 1980. |
| Миделфарт     | Данска               | партнерство   | 1988. |
| Извор         |                      |               |       |